# Zukići
Zukići är en ort i Bosnien och Hercegovina.   Den ligger i entiteten Federationen Bosnien och Hercegovina, i den östra delen av landet, 80 km nordost om huvudstaden Sarajevo. Zukići ligger 445 meter över havet och antalet invånare är 307.
Terrängen runt Zukići är huvudsakligen kuperad, men åt sydväst är den platt. Närmaste större samhälle är Kalesija, 6,0 km väster om Zukići. 
I omgivningarna runt Zukići växer i huvudsak lövfällande lövskog. Runt Zukići är det ganska tätbefolkat, med 86 invånare per kvadratkilometer.